# Paepalanthus cephalotrichus
Paepalanthus cephalotrichus är en gräsväxtart som beskrevs av Silveira. Paepalanthus cephalotrichus ingår i släktet Paepalanthus och familjen Eriocaulaceae. Inga underarter finns listade i Catalogue of Life.